# Evarra
El género Evarra son peces ciprínidos de agua dulce incluidos en el orden Cypriniformes, todas las especies endémicas de ríos de México. Hoy en día todas las especies y el género completo se consideran extinguidos, a la espera de una confirmación.
Su hábitat natural era bentopelágico de clima tropical.

## Especies
Existen sólo 3 especies agrupadas en este género:
- Género Evarra:
  - Evarra bustamantei (Navarro, 1955) - Carpa xochimilca, extinta.[3]
  - Evarra eigenmanni (Woolman, 1894) - Carpa verde, extinta.[4]
  - Evarra tlahuacensis (Meek, 1902) - Carpa de Tláhuac, extinta.[5]